# Ciencia ficción en Ecuador
La ciencia ficción en Ecuador se ha caracterizado por la poca difusión e interés que ha generado en los círculos académicos y literarios del país, hecho acentuado al considerar la gran importancia que ha tenido el género del realismo social en la literatura ecuatoriana. Sin embargo, existe una tradición de ciencia ficción en el país que se remonta a finales del siglo XIX y que en años recientes ha recibido mayor interés.

## Literatura

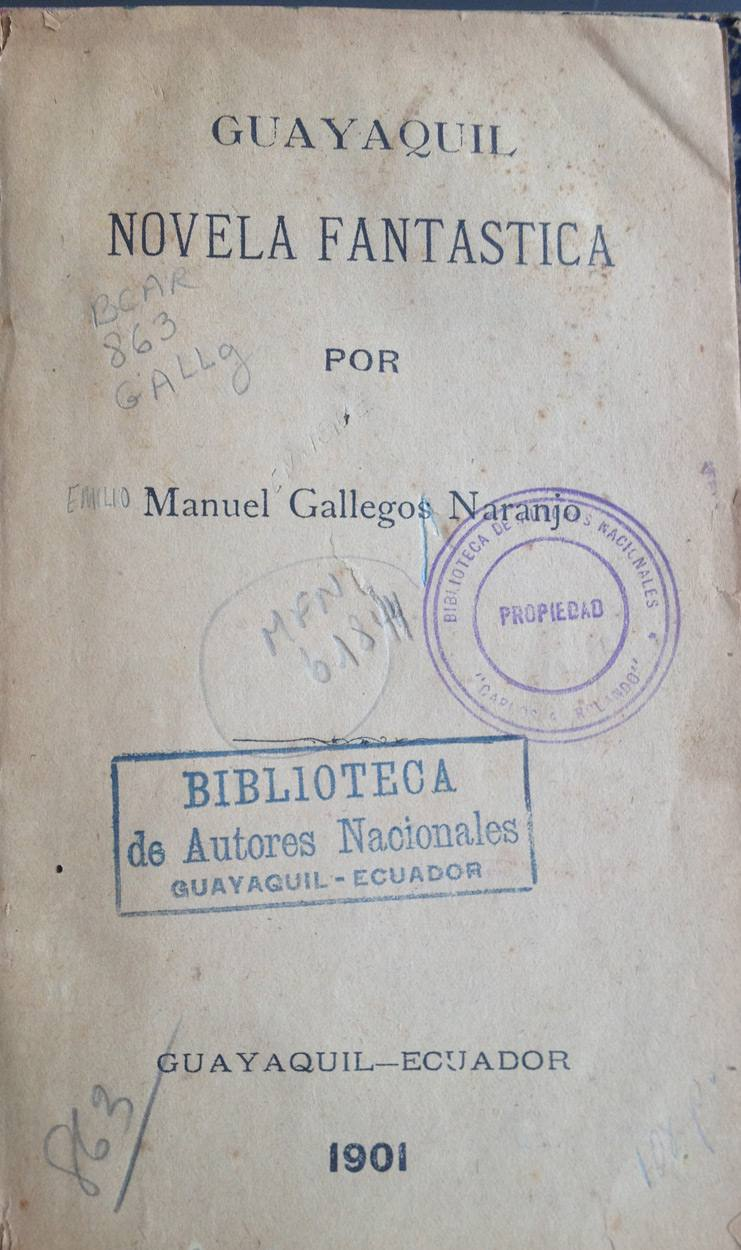
Portada de Guayaquil. Novela fantástica (1901), de Manuel Gallegos Naranjo

### Precursores
El más temprano precursor de la ciencia ficción en Ecuador es la novela utópica La receta, del escritor y político guayaquileño Francisco Campos Coello. En la obra, publicada por entregas en la revista guayaquileña El Globo Literario en 1893 y en versión libro en 1899, un hombre toma un elixir que lo hace dormir durante un siglo y despertar en el año 1992, lo que le permite ver los cambios positivos que ha tenido Guayaquil, entre ellos barcos de enormes proporciones que se movilizaban bajo el agua, torres de más 150 metros de altura y centros de predicción de desastres naturales. Campos Coello, que en su faceta de político desarrolló varias obras de rediseño de la ciudad e implementó el sistema de agua potable de la misma, utiliza la obra para imaginar los resultados de su gestión en la ciudad, que aparece retratada en la novela como una utopía de bienestar y progreso.
Campos Coello escribió posteriormente más obras con elementos fantásticos y de ciencia ficción, entre las que destaca la novela inacabada Viaje a Saturno, publicada en 1900 en la revista Guayaquil artístico y que narra la historia de un científico guayaquileño que es invitado a visitar Saturno por un extraterrestre visitante de dicho planeta. Tanto en esta obra como en La receta, Campos Coello muestra una clara influencia del escritor francés Julio Verne, cuya obra conoció cuando estuvo de visita en Francia en la década de 1860. Al igual que Verne, Campos Coello utiliza lenguaje y tramas sencillas a la par que despliega amplios conocimientos científicos.
Otro ejemplo temprano del género es la obra Guayaquil. Novela fantástica, publicada en 1901 por el escritor y cronista Manuel Gallegos Naranjo. La trama de la obra sigue a un inca llamado Guayaquil que habita a finales del siglo XX en la ciudad de Bello Edén, que en ese entonces es la capital de Ecuador. Guayaquil, reconocido como uno de los mayores capitalistas del mundo y accionista del tren mundial, se convierte en presidente de un Ecuador próspero y de ideas liberales. Posteriormente debe afrontar un fuerte terremoto que destruye la ciudad.
Del lado del relato corto se puede mencionar la colección Narraciones fantásticas (1894), del propio Francisco Campos Coello, y Un viaje a pruebas, publicado en 1894 por Alberto Arias Sánchez y que relata un viaje a la Luna en una nave en forma de cóndor. También destacan varios cuentos de Juan León Mera publicados bajo el seudónimo Pepe Tijeras, compilados en 1904 en el libro Tijeretazos y plumazos, en los que cuenta las aventuras del Dr. Moscorrofio, un científico con semejanzas al Doctor Víctor Frankenstein que, entre otras cosas, crea una máquina para escuchar hablar a las pulgas, hace un trasplante de cabeza y visita el infierno.
Un par de décadas después, el lojano Pablo Palacio publicó el cuento La doble y única mujer como parte del libro Un hombre muerto a puntapiés (1927), cuya protagonista es una mujer siamesa.

### Segunda mitad delsigloXX
La etapa moderna de la ciencia ficción ecuatoriana arrancó con la novela corta Zarkistán, del ambateño Juan Viteri Durand, publicada en 1952 y cuya historia explora temáticas como la telepatía y el contacto con extraterrestres. Dos años después, el aclamado escritor Demetrio Aguilera Malta publicó en la Revista Casa de la Cultura Ecuatoriana la pieza No bastan los átomos, que se convirtió en la primera obra teatral de ciencia ficción ecuatoriana. El argumento sigue a dos mujeres que esperan a un soldado y que buscan detener a un dictador que robó un arma nuclear desarrollada en un laboratorio en la isla donde tiene lugar la historia.
En la década de 1970 destaca la figura de Carlos Béjar Portilla, que publicó libros de cuentos de ciencia ficción como Simón el mago (1970), Osa mayor (1970) y Samballah (1971), influenciados por Ray Bradbury y Jorge Luis Borges y con temáticas como la convivencia con extraterrestres, manipulación genética, minería interplanetaria y relaciones con seres de inteligencia artificial.

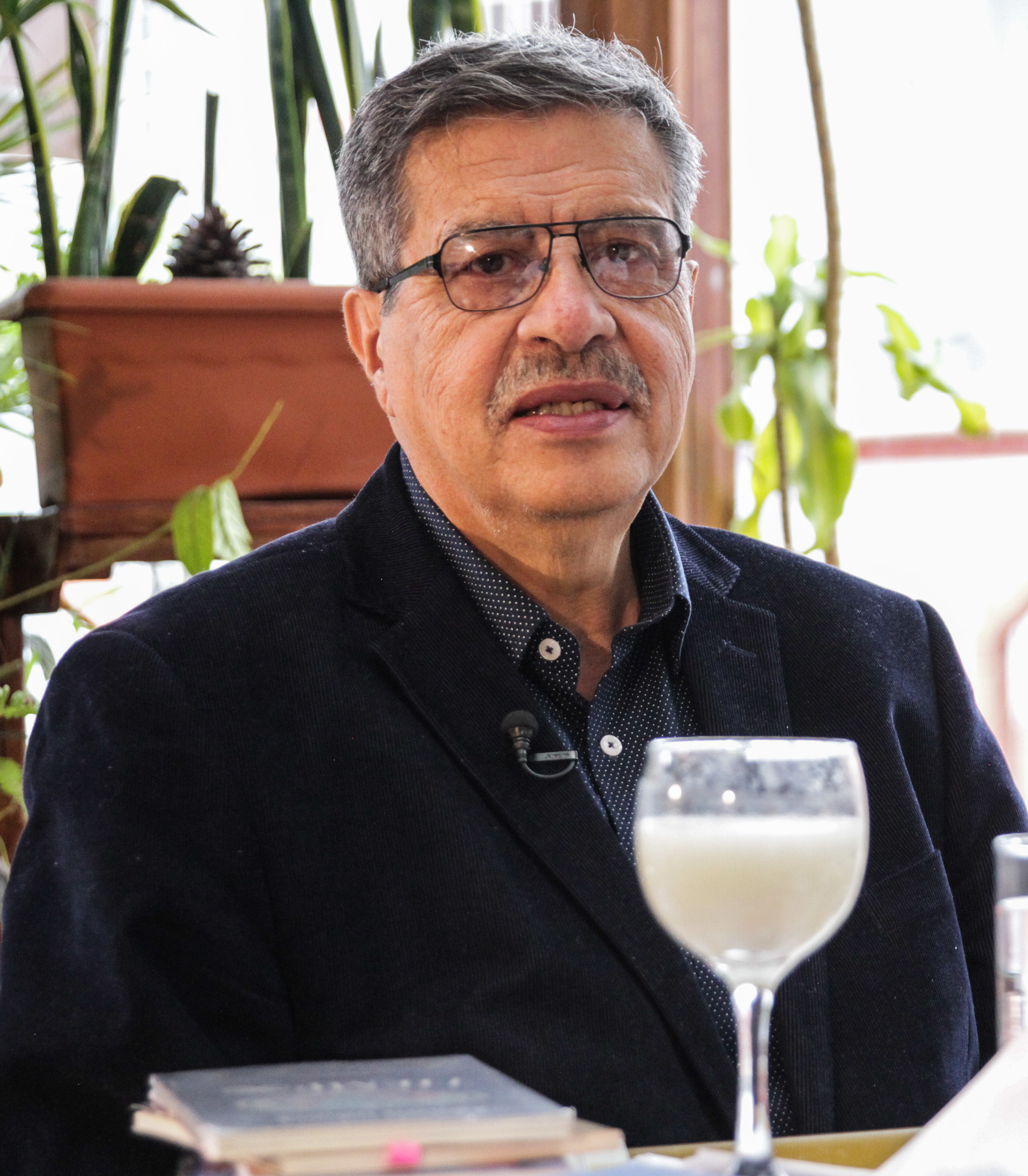
Abdón Ubidia, autor del libro Divertinventos (1989)

Otros escritores reconocidos también incursionaron en la ciencia ficción en las últimas décadas del siglo XX, entre ellos Alicia Yánez Cossío, que en 1975 publicó la colección de cuentos El beso y otras fricciones, en el que aseveró que deseaba meditar sobre el futuro, el lugar del hombre en el mismo y la necesidad de volver a la naturaleza. El novelista y narrador Abdón Ubidia también cultivó el género, en particular con su serie "DivertInventos", que incluyó cuatro colecciones de cuentos sobre invenciones científicas: Divertinventos. Libro de fantasías y utopías (1989), El palacio de los espejos (1996), La escala humana (2008) y Tiempo (2015), que ganó el Premio Joaquín Gallegos Lara en la categoría relato. De acuerdo a Ubidia, en adición a crearlos como piezas literarias, su principal motivación al componer estos cuentos era presentar varias temáticas relacionadas al pensamiento científico y filosófico contemporáneo a un público juvenil.

### Autores contemporáneos
Uno de los escritores ecuatorianos más destacados en la ciencia ficción contemporánea es el quiteño Santiago Páez, que se inició en el género con su colección de cuentos Profundo en la galaxia, publicada en 1994 y que ganó el Premio Joaquín Gallegos Lara al mejor libro de relatos del año. Los cuentos de este libro son notables por mezclar temáticas de ciencia ficción, como viajes espaciales, con el mundo indígena ecuatoriano. Otros libros notables de ciencia ficción de Páez son: Shamanes y reyes (1999), con cuentos parecidos a los de su primer libro; Crónicas del breve reino (2006), novela postapocalíptica sobre los fracasos de la política y el capitalismo; y Ecuatox (2013), una distopía en que un gobernante se perpetúa en el poder al convertirse en un cyborg.
Otro autor contemporáneo es Fernando Naranjo Espinosa, que ha publicado dos colecciones de cuentos de ciencia ficción: La era del asombro (1994) y Cuídate de las coriolis de agosto (2005), además de la novela corta Los custodios de la piedra (2018). También se puede mencionar a Hans Behr, Paúl Puma, Adolfo Macías Huerta, Leonardo Wild, Ney Yépez Cortés, José Daniel Santibáñez y Mariana Falconí Samaniego.